# Królestwo Aragonii

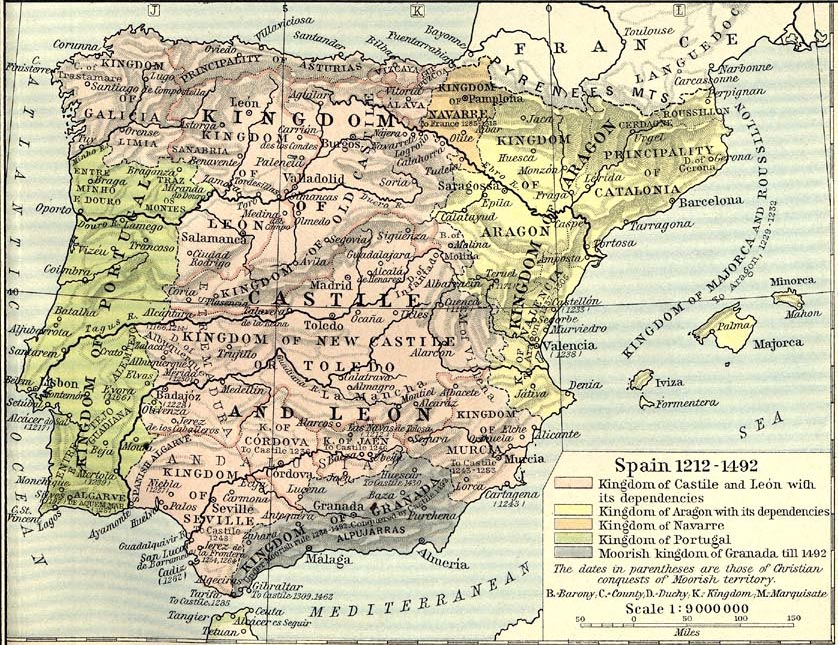
Aragonia ok. 1250

Terytorialna ekspansja Korony Aragonii na Półwyspie Iberyjskim

Królestwo Aragonii (łac. Regnum Aragoniae, kat. Regne d'Aragó, arag. Reino d'Aragón) – historyczne państwo istniejące formalnie w latach 1035–1707, faktycznie zaś niezależne do czasów unii z Królestwem Kastylii, z którym od przełomu XV i XVI wieku utworzyło Królestwo Hiszpanii. 

## Historia
Aragonia (Jacetania) była początkowo frankijską marchią graniczną powstałą po najeździe muzułmanów na półwysep Iberyjski w 711. W czasach kryzysu państwa Franków Aragonia przekształciła się w samodzielne hrabstwo z pierwszą historyczną stolicą w Jaca. Za czasów Karolingów (od 795 roku) weszła w skład zależnej od nich Marchii Hiszpańskiej. W 925 zjednoczona z Królestwem Pampeluny (Nawarry). W wyniku dynastycznych podziałów w 1035 z Królestwa Nawarry zostało wydzielone Królestwo Aragonii, którego pierwszym królem został Ramiro I. W 1118 król Alfons I Waleczny odbił muzułmanom Saragossę i przeniósł do niej stolicę królestwa.
W 1137 hrabia Barcelony Ramon Berenguer IV poślubił dziedziczkę Aragonii Petronelę, co dało początek unii Aragonii ze znacznie ludniejszą Katalonią. Państwo aragońsko-katalońskie nazywane było królestwo-hrabstwem i choć przez cały okres swego istnienia nie zostało zunifikowane to skrótowo jako całość nazywane było Królestwem Aragonii. Katalońscy władcy Aragonii rozpoczęli ekspansję na południe, aby wyprzeć Maurów z Hiszpanii (zob. rekonkwista). W XIII i XIV wieku Francuzi z północy wyparli Katalończyków z Prowansji, co skierowało ekspansję Aragonii na południe płw. Iberyjskiego i w rejon basenu Morza Śródziemnego. Na skutek tej ekspansji zajęto m.in. Walencję, wyspy Baleary, Sycylię, południową część półwyspu Apenińskiego z Neapolem oraz Sardynię. Król Aragonii nosił również tytuł króla Walencji, króla Majorki, hrabiego Barcelony, lorda Montpellier, a także przez pewien okres księcia Aten i Neopatrii. Każdy z tytułów dawał mu prawomocną władzę nad określonym regionem, tytuły te ulegały zmianom po zwycięskich lub przegranych wojnach. W ten sposób ukształtowało się pojęcie Korony Domu Aragonii, które obejmowało wszystkie kraje znajdujące się pod zwierzchnim panowaniem króla Aragonii. 
W 1469 następca tronu Aragonii Ferdynand II poślubił siostrę króla Kastylii i następczynię tronu, Izabelę Kastylijską. Skutkiem tego małżeństwa była późniejsza unia Aragonii i Kastylii, które w początkach XVI wieku utworzyły ostatecznie zjednoczone królestwo Hiszpanii. W ramach tego królestwa Aragonia zachowała ustrojową odrębność (własne sądownictwo, kortezy i prawodawstwo), jednak dominująca pozycja znacznie silniejszej i bogatszej Kastylii, która posiadała monopol na eksploatację hiszpańskiego imperium zamorskiego, doprowadziła do stopniowej utraty podmiotowości przez Aragonię. Kilka razy w Aragonii i Katalonii dochodziło do buntów przeciw kastylijskiej dominacji, ostatecznie jednak w trakcie wojny o sukcesję hiszpańską doszło do przyjęcia restrykcyjnych przepisów (Dekrety de Nueva Planta), które zlikwidowały odrębność królestwa Aragonii w ramach monarchii hiszpańskiej (1707).

## Główne miasta
Głównymi miastami królestwa były:
- Saragossa
- Barcelona
- Palermo
- Neapol
- Walencja
- Palma de Mallorca